# Senhora de Oliveira
Senhora de Oliveira là một đô thị thuộc bang Minas Gerais, Brasil. Đô thị này có diện tích 169,804 km², dân số năm 2007 là 5675 người, mật độ 35,6 người/km².